# Aphaenogaster senilis
Espèce
Aphaenogaster senilis est une espèce de fourmis de la sous-famille des Myrmicinae.

## Description
La reine mesure environ 8,5 mm et les ouvrières 7 mm. Les ailes des individus sexués (mâles et princesses) sont atrophiées.

## Comportement
Il n'y a pas de vol nuptial pour la création d'une nouvelle colonie, celle-ci étant fondée par bouturage. Elle pratique un bouturage particulier. L'ancienne gyne (reine) quitte la colonie avec 85 % des fourmis et laisse derrière elle 15 % de ses filles. Restées seules elles se referons une nouvelle reine et pondront des œufs de mâles. Ces fourmis sont en repos hivernal à la mauvaise saison mais gardent un minimum d'activité si le temps n'est pas mauvais. Leur opportunisme les pousse à saisir toute forme d'alimentation, ce qui leur permet de sortir sans attendre des sources d'approvisionnement spécifiques. Elles possèdent comme d'autres espèces un jabot social réduit.

## Distribution
On les retrouve sur le pourtour méditerranéen, et jusqu'aux îles Canaries. En France elles sont connues des Pyrénées-Orientales et de la Camargue.
Ces fourmis peuvent vivre avec une faible hygrométrie dans des milieux perturbés.

## Sous-espèces
Selon BioLib (14 avril 2018) :
- Aphaenogaster senilis disjuncta Santschi, 1933
- Aphaenogaster senilis grata Santschi, 1933
- Aphaenogaster senilis senilis Mayr, 1853